# Weinheimer Bachlerchen
Die Weinheimer Bachlerchen sind ein gemischter Chor unter der Leitung von Maria Stoica-Florea. Der Chor wurde 1964 in Weinheim gegründet und ist seitdem dort aktiv. Der Name ist an die Weinheimer Johann-Sebastian-Bach-Schule angelehnt und damit auf Johann Sebastian Bach zurückzuführen. 

## Geschichte
Im Jahr 1964 übte Werner Berberich mit einigen Schülern Lieder für eine Schulfeier ein. Das war die Geburtsstunde der Bachlerchen. Schon bald gesinnten sich Schüler anderer Schulen zum Chor hinzu und so wuchs er immer weiter. Bald wurden die Jugendlichen als die "Weinheimer Bachlerchen" bekannt. Aus dem zunächst gemischten Chor entwickelte sich schon bald ein Knabenchor, was sich auch bis 1998 nicht ändern sollte. 
Dann stieß Maria Stoica-Florea zum Chor, nachdem ihr Werner Berberich erlaubt hatte, als einziges Mädchen mitzusingen. Im Jahr 2006 verstarb Werner Berberich, Gründer und seitdem Chorleiter der Bachlerchen, unerwartet. Maria Stoica-Florea übernahm von nun an die Leitung der Weinheimer Bachlerchen. Leider verließen ab diesem Zeitpunkt immer mehr Mitglieder den Knabenchor, bis er 2008 nur noch aus vier Jungen bestand. Sie entschloss sich, wieder Mädchen mitsingen zu lassen, die heute auch die Mehrheit im Jugendchor ausmachen.
Seit 2023 sind die Weinheimer Bachlerchen Jugendchor der Kolpingsfamilie Mannheim-Zentral. 

## Tonträger
Tonträger von Weinheimer Bachlerchen im Katalog der Deutschen Nationalbibliothek